# Heinrich Matthias von Thurn

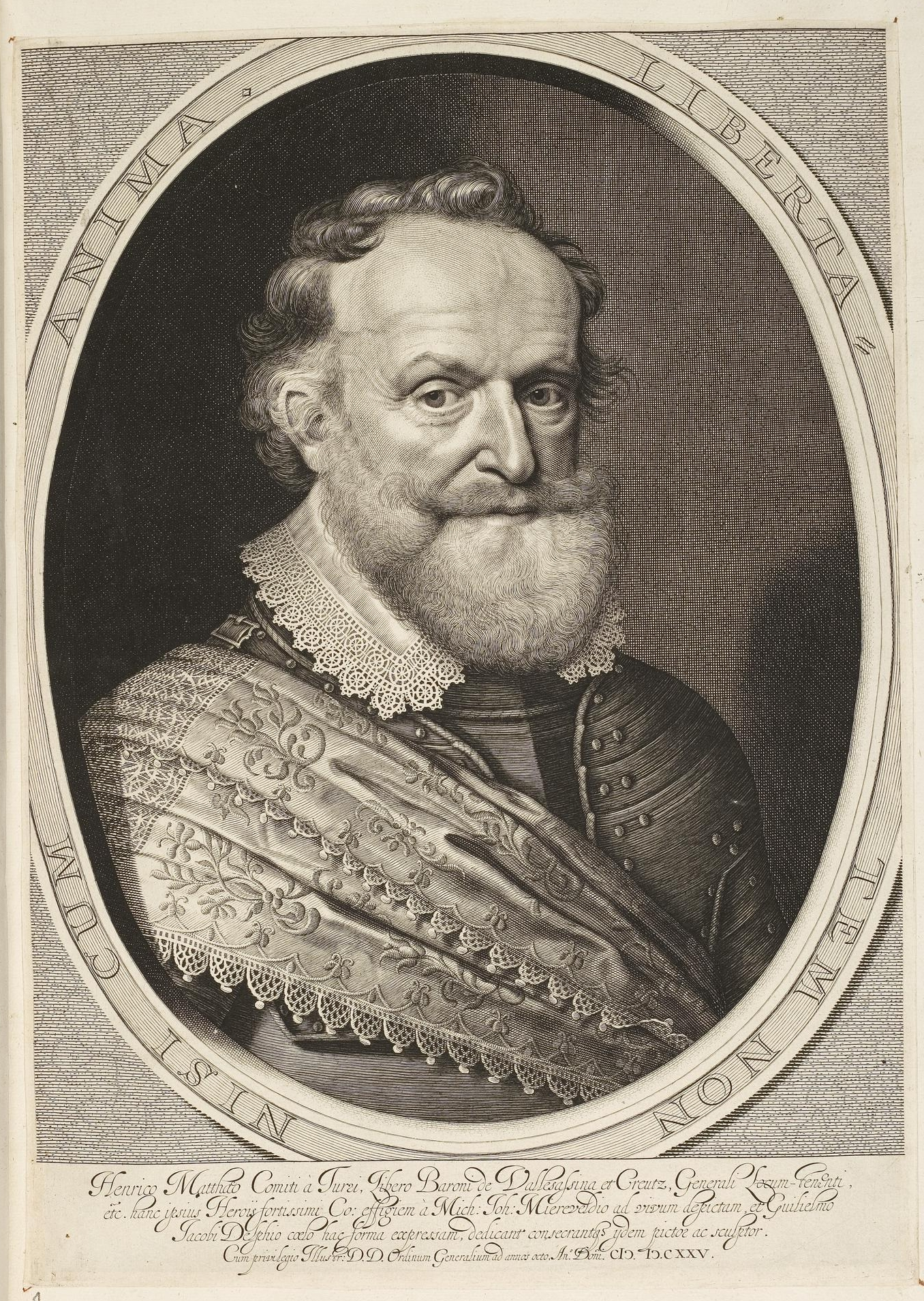
Heinrich Matthias von Thurn, kopergravure door Willem Jacobsz. Delff, 1625

Heinrich Matthias von Thurn (24 februari, 1567 - 28 januari, 1640) was de graaf van Thurn-Valsassina, burggraaf van Karlstein en leider van de Boheemse Opstand (1618-1620). 

## Leven
Von Thurn werd geboren in een kasteel van Lipnice in het koninkrijk Bohemen. Van afkomst was hij Duits, ook al kwam de familie uit Italië, maar omdat de landgoederen van de familie grotendeels in Bohemen lagen, zou hij zich met dit land identificeren. 
Hij diende in het keizerlijk leger tegen de Ottomanen tijdens de Vijftienjarige Oorlog. Zijn carrière resulteerde in 1601 in de rang van overste, maar deze werd afgebroken toen hij zich vijf jaar later aansloot bij de protestante oppositie tegen Keizer Rudolf II. In 1605 kocht hij het landgoed in Veliš in het noordoosten van Bohemen, hij werd een belangrijke politicus in Bohemen.
De opvolger van Rudolf II, Keizer Matthias, was zeer tolerant tegenover de protestanten en zag Von Thurn niet als vijand, sterker nog, hij werd een koninklijke favoriet en werd benoemd tot burggraaf van Karlstein. Maar toen Matthias overleed en zijn neef Ferdinand de keizertitel kreeg keerde Von Thurn zich wederom tegen het Huis Habsburg. De nieuwe keizer, Ferdinand II, was niet zo tolerant als zijn voorganger, hij stopte de bouw van protestantse kerken en maakte een einde aan de tegenstribbelende standenvergadering in Bohemen. Als reactie hierop kwam de protestantse adel in Bohemen onder leiding van Von Thurn in opstand. Von Thurn nam de leiding bij de Praagse defenestratie van katholieke raadgevers van Ferdinand II. Dit was het begin van de Boheemse Opstand en de start van de Dertigjarige Oorlog.  
Von Thurn vluchtte naar Transsylvanië en zocht bescherming bij de protestantse heerser Gabriël Bethlen. Van daar trok hij naar het Ottomaanse Rijk en probeerde tevergeefs de sultan in de oorlog te betrekken. Hij sloot zich aan bij het Deense leger onder Christiaan IV, en nadat de Denen zich uit de oorlog hadden teruggetrokken, sloot hij zich aan bij de Zweden. 
In 1628 en 1629 nam hij deel aan de strijd van Zweden in Pruisen en werd benoemd tot gouverneur van Ingermanland. Hij speelde als diplomaat een bemiddelende rol tussen Gustaaf II Adolf van Zweden en de keurvorsten van Saksen en Brandenburg. In 1633 kreeg Von Thurn leiding over een Zweeds leger. Dit leger werd echter bij Steinau an der Oder (Ścinawa) verslagen door een keizerlijk leger onder leiding van Albrecht von Wallenstein. Von Thurn werd vrijgelaten op voorwaarde dat hij zich uit de oorlog trok. Heinrich Matthias von Thurn leefde zijn laatste jaren in het toenmalige Zweedse Pärnu (Lijfland).